# Luis Ferrando
Luis (Luigi) Ferrando, conocido como Dom Luís (Agazzano, 22 de enero de 1941), es un obispo católico italiano nacionalizado brasileño.

## Biografía
Ha nacido en Agazzano, en provincia de Piacenza, fue consagrado cure el 1 de mayo de 1965 por Paolo Ghizzoni, obispo auxiliar de San Miniato.
Ha sido consagrado obispo de Bragança do Pará el 5 de mayo de 1996. Ha recibido la consagración de las manos del cardinal Ersilio Tonini, y es sucedido a Miguel Maria Giambelli B. Es el primer obispo no barnabita de la diócesis de Bragança do Pará.
En 2016 se demite por límite de edad, y es nombrado como sucesor a Jesús María Cizaurre Berdonces. 

## Condecoraciones
Mons. Ferrando ha sido decorado con el Antonino d'Oro para el Municipio de Piacenza.